# San Martino Carano
San Martino Carano è una località del comune di Mirandola, in provincia di Modena.
L'abitato si trova a 1,5 chilometri a ovest dal capoluogo comunale.

## Storia
L'insediamento risulta abitato già in epoca romana come testimoniato dal ritrovamento, avvenuto nel marzo del 1850 nelle vicinanze della chiesa, di un cippo miliario dell'età di Augusto, oggi esposto nel Museo lapidario estense di Modena. Peraltro, il toponimo Carano si riferisce con buona probabilità ad un antico proprietario terriero di tale epoca, Calus proprietario di un fundus calanus o caranus.
Nel corso dei secoli, numerosi eserciti si accamparono nella villa di San Martino Carano durante gli assedi alla fortezza di Mirandola. In particolare si ricorda l'assedio del luglio 1742.

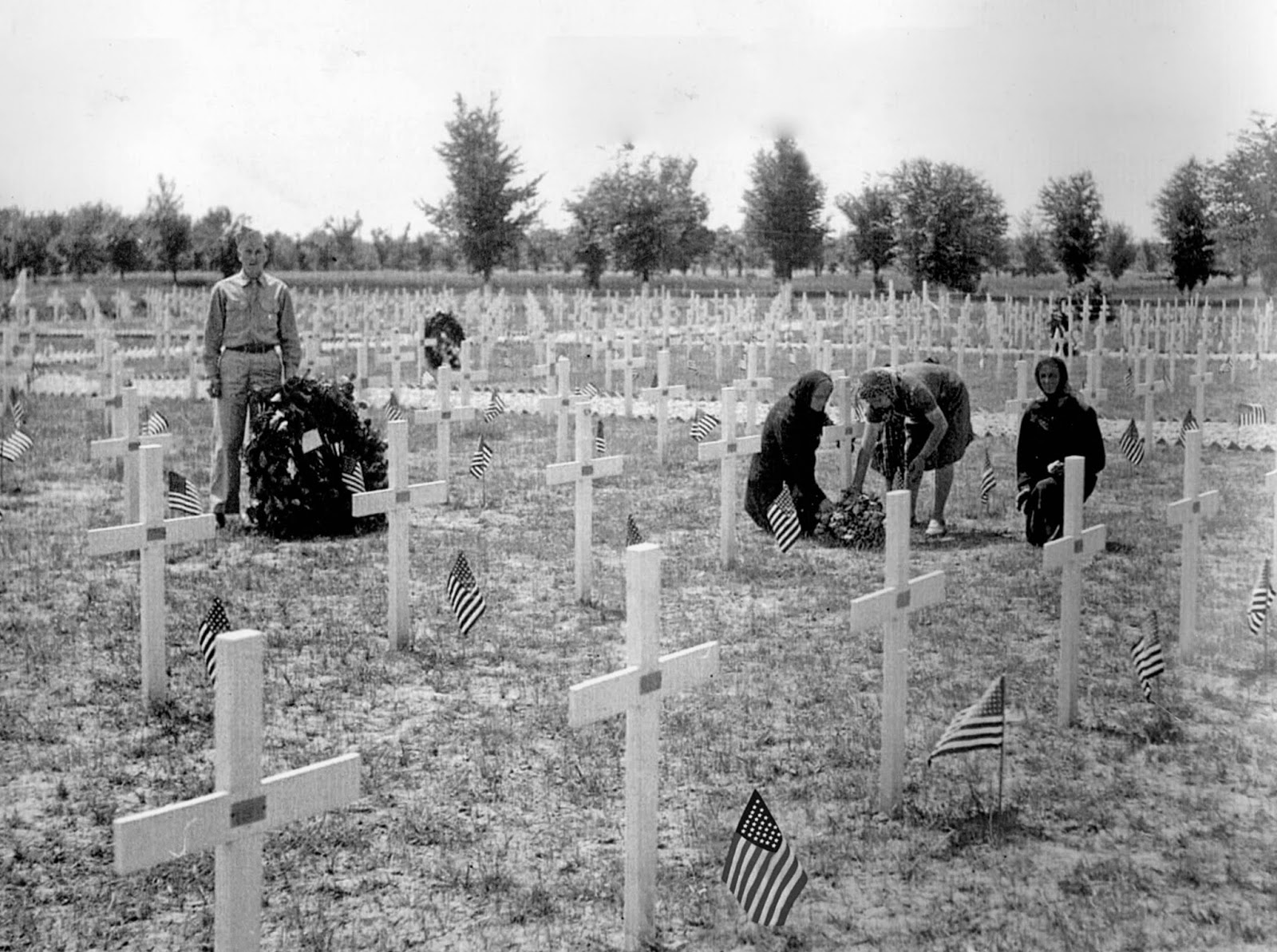
Cimitero americano di San Martino Carano

Alla fine della seconda guerra mondiale venne realizzato a San Martino Carano il cimitero militare statunitense di Mirandola, ufficialmente inaugurato il 4 luglio 1946. Si trattava del più settentrionale fra i 18 cimiteri statunitensi in Italia nell'immediato dopoguerra. Nel terreno di 2,4 ettari vennero temporaneamente seppelliti i soldati alleati e nazifascisti morti nei giorni della liberazione nel territorio modenese, incluso l'appennino. Nei pressi del cimitero militare statunitense vennero detenuti anche alcuni prigionieri tedeschi di guerra. Nel 1948 era registrata la sepoltura di 1.514 salme alleate (in maggior parte rimpatriate entro il 20 settembre 1948, il resto trasferito al cimitero militare americano di Firenze) e 334 tedesche (traslate nel 1961 al Cimitero militare germanico della Futa).
Come tutte le località limitrofe, anche San Martino Carano è stata gravemente danneggiata dal terremoto dell'Emilia del 2012. Il 2 aprile 2017 papa Francesco, in occasione della sua visita pastorale nella bassa modenese, ha donato alla parrocchia di San Martino Carano la prima pietra per la ricostruzione della chiesa danneggiata dal sisma.

## Luoghi e monumenti d'interesse
La chiesa di San Martino vescovo è documentata fin dall'anno 1192, parte dell'abbazia benedettina di Marola (Carpineti) nell'Appennino reggiano. L'edificio religioso venne ricostruito nelle attuali forme nel 1599, per poi essere completato nel 1619, anno in cui la chiesa venne elevata a parrocchia. Nel 1821 la parrocchia, già appartenente alla diocesi di Reggio Emilia, passò a quella di Carpi. L'edificio presenta una navata unica con decorazioni baroccheggianti; a fianco è presente un campanile. Tutto il complesso è stato reso inagibile dal terremoto del maggio 2012. Dall'inizio del 2013 la parrocchia è affidata ai Missionari servi dei poveri, che in precedenza gestivano la chiesa di San Francesco di Mirandola, andata distrutta dal sisma.